# Fabian Hambüchen
Fabian Hambüchen (* 25. Oktober 1987 in Bergisch Gladbach) ist ein ehemaliger deutscher Kunstturner. Seine größten Erfolge errang er am Reck mit dem Olympiasieg 2016 und dem Weltmeistertitel 2007 sowie dem Gewinn der Bronzemedaille bei den Olympischen Spielen 2008 in Peking und der Silbermedaille 2012 in London. Seit dem Ende seiner aktiven Karriere ist er für verschiedene Fernsehsender tätig.

## Leben
Fabian Hambüchen wurde als zweites Kind von Beate und Wolfgang Hambüchen geboren. Kurz nach der Geburt in Bergisch Gladbach zog seine Familie nach Wetzlar, da sein Vater dort einen Trainerjob angenommen hatte. Fabian besuchte bis zu seinem Abitur 2007 die Goetheschule Wetzlar. Im Oktober 2012 begann er, Sportmanagement und -kommunikation an der Deutschen Sporthochschule Köln zu studieren. Nach dem Basisstudium entschied sich Hambüchen 2015 für einen Wechsel seines Studiengangs zu Sport und Leistung mit Abschluss im Jahr 2020. Daneben trainierte er mit seinem Vater in Wetzlar, wo er heute auch wieder lebt. Im Juli 2022 heiratete er die Fitnesstrainerin Viktoria Diesterbeck, die er 2020 kennengelernt hatte.

## Sportliche Laufbahn

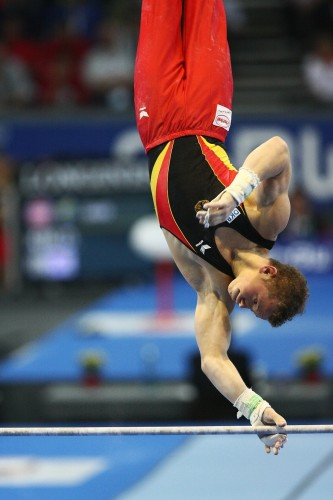
Hambüchen bei der Turn-WM 2007

Hambüchen stammt aus einer sportlichen Familie. Sein Vater war nach eigenen Aussagen selbst ein ehrgeiziger Turner, während die Lieblingssportart von Hambüchens Mutter das Laufen ist. Hambüchen selber wandte sich dem Kunstturnen zu, nachdem er als Dreijähriger seinen Bruder bei dessen Training beobachtet hatte, was ihn angespornt habe. Mit zwölf Jahren bestritt er erste Länderkämpfe. Von Anfang 2004 bis Februar 2012 turnte Hambüchen für die KTV Straubenhardt in der 1. Bundesliga. Ab Herbst 2012 verstärkte er für drei Saisons die Bundesliga-Mannschaft der Kunstturnvereinigung Obere Lahn in der mittelhessischen Stadt Biedenkopf und ging anschließend für eine Saison zum MTV Stuttgart. Im Dezember 2015 kehrte er zur KTV Obere Lahn zurück. Nach den Olympischen Spielen 2016 beendete er seine internationale Karriere und legte national eine Pause ein. Seit Oktober 2017 turnte er wieder für seinen Verein in der Bundesliga. Nach der Finalveranstaltung am 2. Dezember 2017 beendete Hambüchen seine Turnkarriere.
Im Jahr 2019 trat Hambüchen erstmals als Trampolinspringer in der Oberliga Hessen für den TV 1888 Büttelborn e. V. an.

## Erfolge auf nationaler Ebene
Am 11. Dezember 2005 gewann er mit dem KTV Straubenhardt den ersten und am 28. November 2009 den zweiten deutschen Mannschaftsmeistertitel. 2013 wurde Hambüchen in Mannheim zum siebten Mal Deutscher Mehrkampfmeister und stellte damit den Rekord von Eberhard Gienger ein. Im November 2013 wurde er mit der Mannschaft der KTV Obere Lahn deutscher Vizemeister im Mannschaftswettbewerb. Als die KTV 2018 Deutscher Meister wurde, unterstützte er während der Saison seine Teamkollegen, indem er sporadisch an einzelnen Wettkampftagen mitturnte.

## Internationale Erfolge
Hambüchens erster internationaler Erfolg war der Gewinn der Jugend-Europameisterschaft 2002 am Barren. Zwei Jahre später, 2004, gewann er den Jugend-Europameistertitel in den Disziplinen Boden, Reck und Sprung und wurde Dritter im Mehrkampf. Bei den Olympischen Sommerspielen 2004 war Hambüchen der jüngste männliche Starter der deutschen Delegation. Er erreichte im Mannschaftswettbewerb den achten Platz und qualifizierte sich im Einzel für die Finals am Reck und im Mehrkampf. Während er im Mehrkampffinale auf dem 23. Platz abschloss, belegte er am Reck Rang sieben.
Der Gewinn des Europameistertitels am 5. Juni 2005 am Reck stellt Hambüchens ersten großen internationalen Erfolg außerhalb des Juniorenbereichs dar, ebenso wie die gewonnenen Bronzemedaillen im Mehrkampf und im Sprung bei den Weltmeisterschaften 2006. Bei den Europameisterschaften 2007 in Amsterdam gewann er Silber im Mehrkampf und zum zweiten Mal Gold am Reck. Bei den Weltmeisterschaften 2007 in Stuttgart wurde er der jüngste deutsche Goldmedaillengewinner und Weltmeister am Reck. Im Mehrkampf gewann er in der Einzeldisziplin Silber und mit der Mannschaft die Bronzemedaille. Mit dem Einzug in das Mannschaftsfinale qualifizierte sich das Team für die Olympischen Sommerspiele 2008 in Peking.
Im Jahr 2008 holte Hambüchen bei den Europameisterschaften in Lausanne in den Disziplinen Reck, Mannschaftsmehrkampf und Boden jeweils eine Gold-, Silber- und Bronzemedaille. Bei den Olympischen Sommerspielen 2008 in Peking gewann er am Reck die Bronzemedaille, erreichte am Boden und am Barren den vierten und im Mehrkampffinale den fünften Platz. Anfang April 2009 gewann Hambüchen zum Auftakt der Europameisterschaften in Mailand als erster Deutscher den Mehrkampftitel vor dem Briten Daniel Keatings und Juri Rjasanow aus Russland und zusätzlich den Europameistertitel am Boden. Zu den Weltmeisterschaften in London reiste Hambüchen zwar an, beim Training erlitt er aber einen Außenbandriss im linken Knöchel, sodass er nicht teilnehmen konnte.
Bei den Weltmeisterschaften 2010 in Rotterdam erreichte Hambüchen erneut den dritten Platz und holte mit der Mannschaft 2011 bei den Europameisterschaften in Birmingham den Titel. Am Reck gewann er jeweils Bronze. Mitte Januar 2011 riss ihm beim Training die Achillessehne im linken Fuß, was eine erneute Zwangspause nach sich zog.

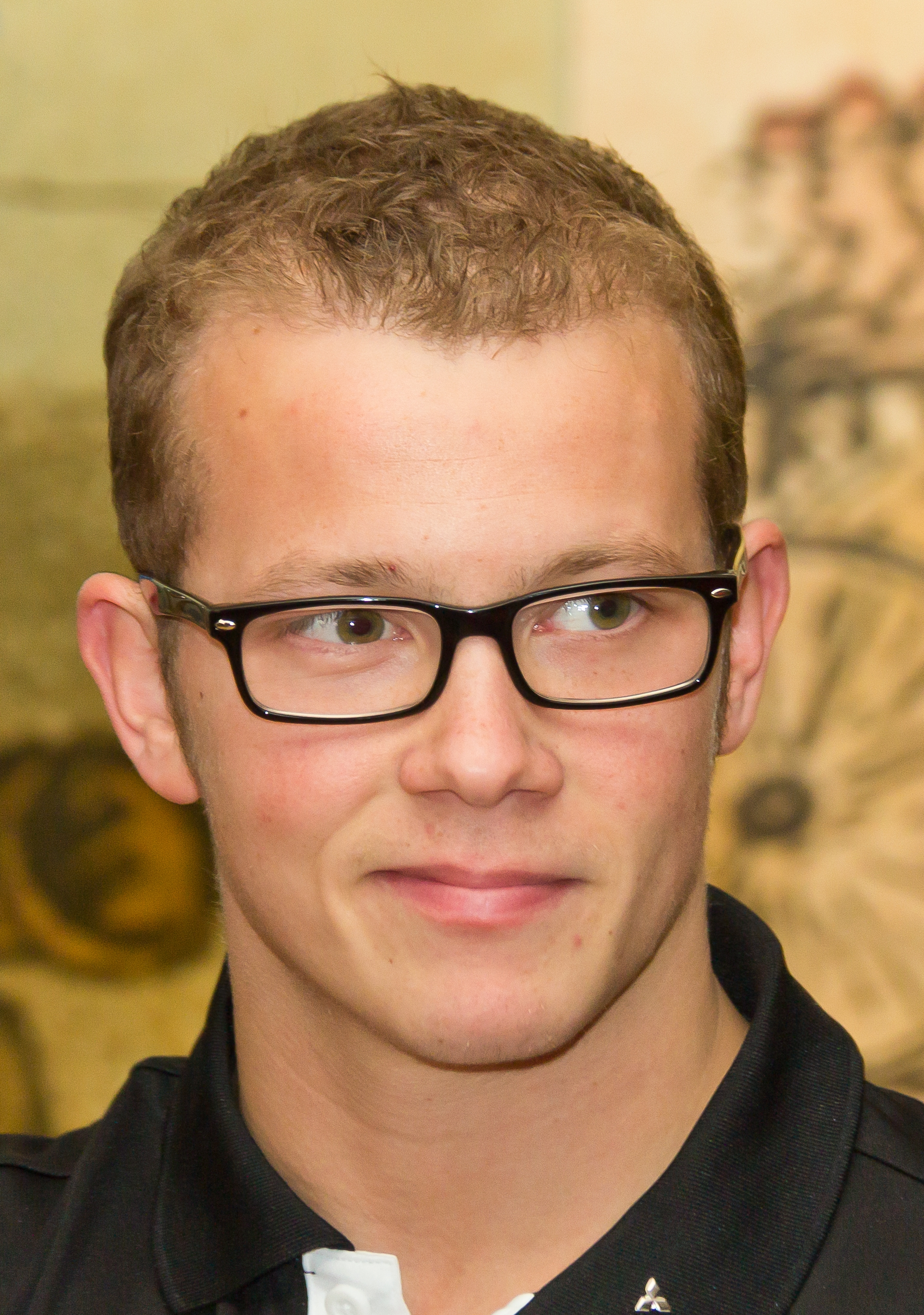
Fabian Hambüchen (2013)

Bei den Olympischen Spielen 2012 in London und den Weltmeisterschaften 2013 in Antwerpen gewann Hambüchen am Reck hinter dem Niederländer Epke Zonderland jeweils die Silbermedaille. In Antwerpen holte er die Bronzemedaille im Mehrkampf. Bei der Sommer-Universiade 2013 in Kasan belegte er am Boden und im Einzel-Mehrkampf jeweils den zweiten Platz. 2014 gewann er die Gesamtwertung des Turn-Weltcups zusammen mit dem punktgleichen Briten Daniel Purvis. Bei den Europaspielen 2015 gewann er am Reck die Gold- und am Boden die Silbermedaille.
Obwohl er aufgrund einer Entzündung seiner seit 2012 angerissenen Sehne in der Schulter in der Vorbereitung nur eingeschränkt trainieren konnte, gewann Hambüchen am 16. August 2016 bei den Olympischen Spielen 2016 in Rio de Janeiro die Goldmedaille am Reck. Anschließend beendete er seine internationale Karriere.

## Fernsehtätigkeit nach der sportlichen Karriere
Seit dem Ende seiner aktiven Karriere ist er als Turnexperte für die ARD tätig. Noch umfangreicher war seit 2018 seine Tätigkeit für Eurosport: So begleitete er als Experte, Reporter und Moderator die Berichterstattung bei den Olympischen Winterspielen von Pyeongchang 2018 und Peking 2022 sowie bei den Olympischen Spielen Tokio 2020. Zudem probierte er in der Sendereihe Hambüchen Challenge aktiv zahlreiche olympische Sportarten wie zum Beispiel Kanuslalom selbst aus und besucht dazu Athleten aus betreffenden Disziplinen, um sie herauszufordern.

## Sonstiges
- Wegen seiner Körpergröße von 1,63 Metern trug er den Spitznamen „Turnfloh“.
- Fabian Hambüchen war mehrmals Teilnehmer des Fernseh-Prominenten-Wettbewerbs TV total Turmspringen. Zweimal gewann er den Einzelwettbewerb und 2011 auch das Synchronspringen mit dem Beachvolleyballspieler Jonas Reckermann.
- Ende Mai 2010 erspielte er zusammen mit seinem Vater Wolfgang beim Wer-wird-Millionär-Prominenten-Special 125.000 Euro.
- Sein Buch mit dem Titel Fabian Hambüchen – Die Autobiografie erschien 2010. (Schwarzkopf & Schwarzkopf, Berlin, ISBN 978-3-89602-948-5)
- Hambüchen gehörte 2006 zu den „100 Köpfen von morgen“.
- 2015 war er im Musikvideo zu Süchtig nach Schmerz von Thomas Godoj zu sehen.[21]
- In der Ausgabe vom 15. Oktober 2016 gewann Hambüchen bei Schlag den Star gegen den Komiker Bülent Ceylan. Am 12. März 2022 trat Hambüchen erneut bei der Show an und bezwang den ehemaligen deutschen Beachvolleyball-Spieler Julius Brink mit 62:29.
- Hambüchen ist Fan und Ehrenmitglied des 1. FC Köln.[22]
- Er konkurrierte in der vom 14. Februar bis 4. April 2017 gesendeten zweiten Staffel der Wettkampfshow Ewige Helden.
- Viermal nahm er an der Spielshow Catch! teil (2018, 2019, 2020, 2021).
- 2019 nahm er an der Spielshow Renn zur Million … wenn Du kannst! als „Verfolger“ teil.
- Hambüchen gehört zu den Gründern von Sports for Future, einer Initiative, die sich für den Klimaschutz einsetzt.[23]
- 2020 trat er in der ProSieben-Show Das Duell um die Welt an.
- Bei der Show Klein gegen Groß wurde er bislang neun Mal von Kindern in Wettkämpfen herausgefordert (2011, 2013, 2015, 2017, 2020, 2021, 2022, 2024, 2025).
- 2018 und 2020 wirkte er bei den Promi-Specials von RTL Ninja Warrior Germany für den RTL-Spendenmarathon mit.
- 2025 trat er in der ProSieben-Show TV Total – Promi Wrestling in einem Showkampf gegen René Casselly an.
- 2025 wurde er Dritter in der 18. Staffel der RTL-Tanzshow Let’s Dance.

## Auszeichnungen
- Sportler des Jahres (Deutschland): 2007, 2016
- Sportler des Jahres (Hessen): 2004, 2005, 2008, 2010, 2012, 2016
- 6 × Sportler des Monats (Deutschland)
- Turner des Jahres (Deutschland): 2013, 2014, 2015, 2016
- Silbernes Lorbeerblatt: 2008, 2012, 2016
- adh-Sportler-des-Jahres: 2013,[24] 2015
- FISU-Welthochschulsportler, FISU-Stipendium: 2015
- Goldene Henne in der Kategorie „Publikumspreis Sport“: 2016
- St. Georgs Orden des Dresdner Opernballs: 2017
- Deutscher Fahnenträger bei den Europaspielen 2015 und der Universiade 2015
- Im Jahr 2004 über das ZDF unter die besten 100 deutschen Sportler des Jahrhunderts gewählt (62.)
- 2022 Aufnahme in die International Gymnastics Hall of Fame